# علي صويلح
علي صويلح (7 يناير 1932 - 29 مايو 1978)، سياسي وثوري اشتراكي من جزر القمر، شغل منصب الرئيس الثالث لها من سنة 1977 إلى سنة 1978. أصبح رئيسا بانقلاب في شهر أغسطس من سنة 1977 وأدخل بلده في الأفكار الشيوعية.

## سيرة شخصية
ولد صويلح في مدينة ماجونجا، مدغشقر. أمضى معظم حياته المبكرة هناك وتلقى تعليمه في مدغشقر وفرنسا. في أوائل الستينيات سافر إلى جزر القمر، حيث عمل في الزراعة والتنمية الاقتصادية.
في عام 1970، دخل علي صويلح السياسة كمؤيد لإبراهيم بن علي المسيلي زعيم التجمع الديمقراطي لشعب جزر القمر التجمع الديمقراطي للشعب القمرية (RDPC). سرعان ما طور أيديولوجية العداء لفرنسا باعتبارها الإمبراطيرية الاستعمارية السابقة. كانت أفكاره اشتراكية فتخلّى عن عقيدته الإسلامية وأصبح ملحداً.
في 3 أغسطس 1975، بعد أقل من شهر على استقلال جزر القمر عن فرنسا، أطاح صويلح بالرئيس سعيد بن جعفر المسيلي وأصبح رئيسًا على جزر القمر.
صويلح الذي كان أتباعه مسلحون بالكاد استأجر المرتزق الفرنسي بوب دنارد للإطاحة بأحمد عبد الله عبدالرحمن. ليصبح رسميا رئيسا للمجلس الثوري في يناير 1976. كما حصل على سلطات واسعة بموجب شروط الدستور الجديد ونفذ سياسات اقتصادية اشتراكية. في عام 1977 أجرى استفتاء على رئاسته، حيث أيده 56.63٪ من الناخبين. 

## روابط خارجية
- علي صويلح على موقع مونزينجر (الألمانية)